# Парфёнов, Валентин Михайлович

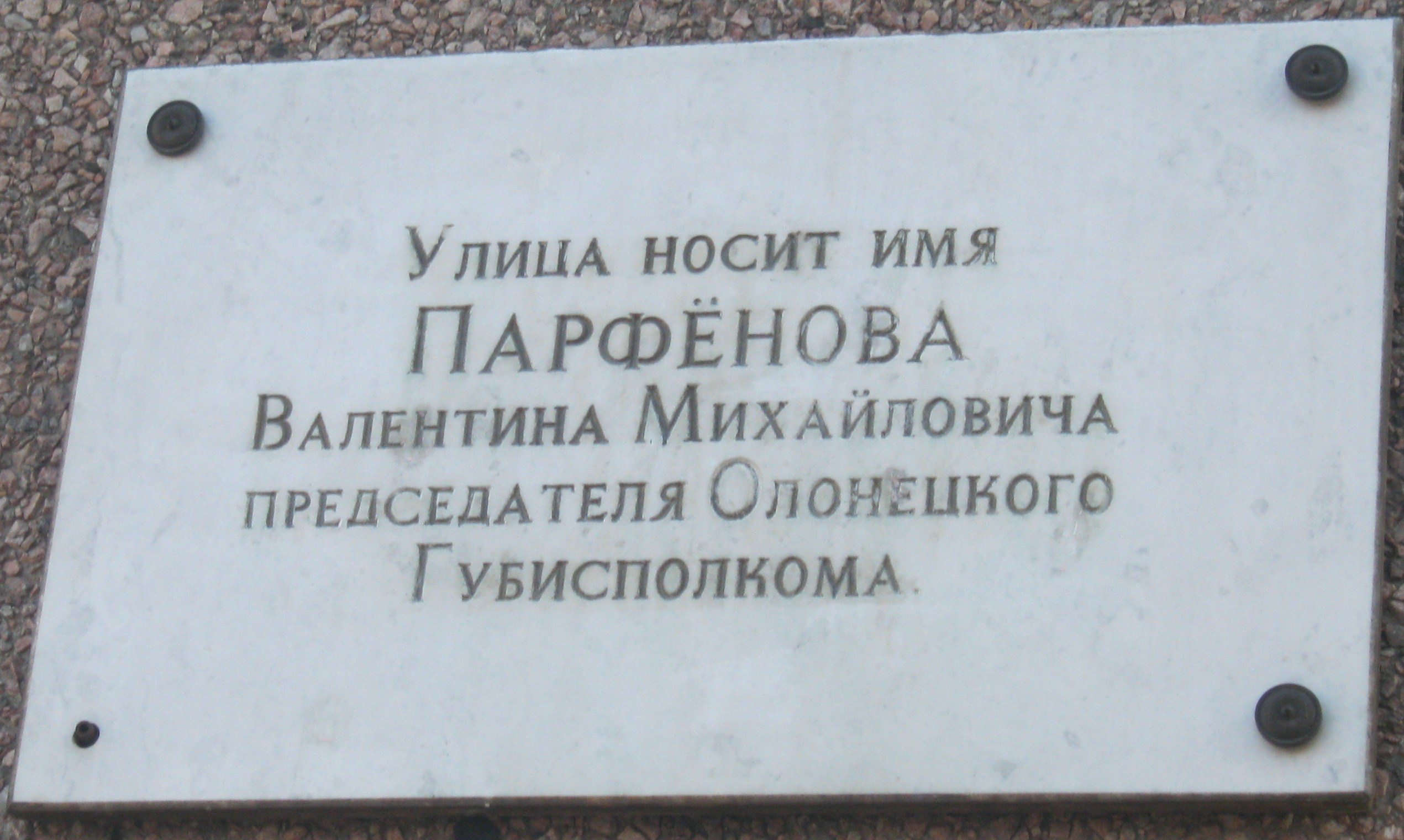
Памятная доска в Петрозаводске

Валентин Михайлович Парфёнов (март 1884, Санкт-Петербург — 1941, Петрозаводск, Карело-Финская ССР) — советский государственный и политический деятель, председатель Исполнительного комитета Олонецкого губернского совета крестьянских, рабочих и солдатских депутатов (1918), первый Председатель Исполнительного комитета Петрозаводского городского Совета рабочих, крестьянских и красноармейских депутатов (1918).

## Биография
Родился в семье ремесленника.
После окончания в 1906 году физико-математического факультета Императорского Санкт-Петербургского университета, работал в 1906—1911 годах преподавателем математики в гимназиях Санкт-Петербурга.
В 1911—1918 годах — преподаватель математики в губернской мужской гимназии Петрозаводска. С организацией на Александровском снарядоделательном заводе большевистской организации, вступил в 1917 году в члены РСДРП (б).
При установлении советской власти в Олонецкой губернии был избран 5 января 1918 года председателем губернского Совета крестьянских, рабочих и солдатских депутатов, в апреле 1918 года — председателем исполнительного комитета Петрозаводского городского Совета рабочих, крестьянских и красноармейских депутатов.
В 1918—1920 годах — олонецкий губернский народный комиссар просвещения.
В дальнейшем работал на педагогической работе в Петрозаводске — в 1920-х гг. директором и преподавателем астрономии финансово-экономического техникума, заведовал Петрозводскими промышленно-экономическим и строительным техникумами, Карельским педагогическим училищем, преподавал физику в школах и заводских училищах Петрозаводска, в Петрозаводском кооперативном техникуме, с 1931 г. был преподавателем Карельского государственного педагогического института.
С 1940 года — и. о. доцента кафедры физики и математики Карело-Финского государственного университета.
Избирался членом Олонецкого губернского комитета РКП (б).

## Труды
- Парфёнов, В. М. Отчет о деятельности подотдела статистики при Олонецком губернском Отделе народного образования / В. Парфенов, А. Альбова // Народное образование Олонецкой губернии : ежемесячный педагогический журнал. — 1919. — № 1-2. — С. 38 — 39
- Парфёнов, В. М. Положение дела народного образования в Олонецкой губернии : доклад заведывающего Губотделом народного образования о деятельности Отдела за время февраль-октябрь 1919 г. 6-му Губернскому Крестьянскому съезду / В. Парфенов // Народное образование Олонецкой губернии : ежемесячный педагогический журнал. — 1919. — № 7. — С. 1 — 111
- Парфёнов В. М. Возможно ли столкновение Земли с небесными телами // Красная Карелия. 1923. 27 апреля.

## Память
- Именем Валентина Михайловича Парфёнова названа улица в Петрозаводске, а также установлена мемориальная доска.